# دورک قنبری
دورک قنبری، روستایی از توابع بخش میانکوه شهرستان اردل در استان چهارمحال و بختیاری است. این روستا در مجاورت جاده عشایری دزپارت می‌باشد.

## جمعیت
این روستا در دهستان شلیل قرار دارد و براساس سرشماری مرکز آمار ایران در سال ۱۳۸۵، جمعیت آن ۸۰۷ نفر (۱۴۲خانوار) بوده‌است.